# Нижні Терми
Нижні Терми́ (рос. Нижние Термы, башк. Түбәнге Тирмә) — присілок у складі Чишминського району Башкортостану, Росія. Входить до складу Єремієвської сільської ради.
Населення — 331 особа (2010; 371 в 2002).
Національний склад:
- татари — 90 %